# La Danse sous la pluie
Pour plus de détails, voir Fiche technique et Distribution.
La Danse sous la pluie (Ples v dežju) est un film yougoslave réalisé par Boštjan Hladnik, sorti en 1961.
C'est l'adaptation du roman Črni dnevi in beli dan de Dominik Smole.
Il a été élu meilleur film slovène de tous les temps dans un sondage des critiques slovènes.

## Fiche technique
- Titre original : Ples v dežju
- Titre français : La danse sous la pluie
- Réalisation : Boštjan Hladnik
- Scénario : Boštjan Hladnik d'après le roman de Dominik Smole
- Direction artistique : Mirko Ferenčak
- Costumes : Nada Souvan
- Photographie : Janez Kališnik
- Cadreur : Žaro Tušar
- Montage : Kleopatra Harisijades
- Musique : Bojan Adamič
- Pays d'origine : Yougoslavie
- Format : Noir et blanc - 35 mm - 1,66:1 - Mono
- Genre : drame
- Durée : 100 minutes
- Date de sortie :
  - Yougoslavie : 27 mars 1961

## Distribution
- Duša Počkaj : Marusa
- Miha Baloh : Peter
- Rado Nakrst : Anton
- Ali Raner : Sepetalec
- Joza Zupan : Magda
- Arnold Tovornik : le conducteur
- Janez Jerman : le directeur du théâtre
- Janez Albreht : serveur
- Vida Juvan : femme au foyer
- Demeter Bitenc : professeur

## Critiques
Roger Boussinot y discerne des influences de Bergman, de Buñuel, de Cocteau et parfois de De Sica.